# Trường Xuân B
Trường Xuân B là một xã thuộc huyện Thới Lai, thành phố Cần Thơ, Việt Nam.
Xã Trường Xuân B có diện tích 20,15 km², dân số năm 1999 là 7.503 người, mật độ dân số đạt 372 người/km².